# Залешаны (гмина)
Залешаны (пол. Zaleszany) — сельская гмина (волость) в Польше, входит как административная единица в Сталёвовольский повет, Подкарпатское воеводство. Население — 10 788 человек (на 2005 год).

## Демография
| Перепись                       | Всего   | Всего | Женщины | Женщины | Мужчины | Мужчины |
| ------------------------------ | ------- | ----- | ------- | ------- | ------- | ------- |
| Единицы                        | человек | %     | человек | %       | человек | %       |
| Население                      | 10 608  | 100   | 5324    | 50,2    | 5284    | 49,8    |
| Плотность населения (чел./км²) | 121,5   | 121,5 | 61      | 61      | 60,5    | 60,5    |

## Сельские округа
1. Агатувка
2. Дзердзювка
3. Кемпе-Залешаньске
4. Котова-Воля
5. Майдан-Збыднёвски
6. Мотыче-Шляхецке
7. Обойня
8. Пильхув
9. Сковежин
10. Турбя
11. Вулька-Туребска
12. Залешаны
13. Збыднюв

## Поселения
1. Конт
2. Острувек-Дужы
3. Острувек-Малы
4. Руска-Весь
5. Заезоже

## Соседние гмины
1. Гмина Гожице
2. Гмина Грембув
3. Гмина Радомысль-над-Санем
4. Сталёва-Воля